# Никонов, Борис Иванович
Борис Иванович Никонов (род. 3 сентября 1946, Ревда, Свердловская область) — российский политический деятель, депутат Государственной думы пятого созыва (2007—2011).

## Биография

### Депутат госдумы
В 1999 баллотировался в Госдуму по списку блока «Кедр».
В 2003 баллотировался по списку партии «Зеленые».
2 декабря 2007 года избран депутатом Государственной Думы РФ пятого созыва в составе федерального списка кандидатов, выдвинутого Всероссийской политической партией «Единая Россия». Член Комитета ГД по природным ресурсам, природопользованию и экологии.
Награждён значком «Отличнику здравоохранения», знаком «Почетный работник Госсанэпидслужбы России», орденом Почета, присвоено почетное звание «Заслуженный врач Российской Федерации» и звание «Почетный гражданин города Серова».